# 티티우스-보데의 법칙
티티우스-보데의 법칙(Titius–Bode law)은 태양계 행성의 태양계 중심으로부터의 위치에 대한 규칙으로, 비텐베르크대학의 수학 교수 티티우스(J. D. Titius)가 1766년에 발견하고, 베를린 천문대장 보데(Johann Elert Bode)에 의해서 1772년에 공표되었다.

## 공식
지구를 제1번 행성으로 하고, 그 평균 거리를 1 AU(＝1억 4,960만 km)로 나타내면 제 {\displaystyle n}번 행성의 평균거리 {\displaystyle a}는 다음 공식으로 나타낼 수 있다.
{\displaystyle a=0.4+0.3\times 2^{n}}
| {\displaystyle n} | {\displaystyle a} (AU) | 행성           | 궤도장반경 (AU) | 오차1   |
| ----------------- | ---------------------- | -------------- | --------------- | ------- |
| -∞                | 0.4                    | 수성           | 0.39            | −3.23%  |
| 0                 | 0.7                    | 금성           | 0.72            | +3.33%  |
| 1                 | 1.0                    | 지구           | 1.00            | 0.00%   |
| 2                 | 1.6                    | 화성           | 1.52            | −4.77%  |
| 3                 | 2.8                    | 세레스2        | 2.77            | −1.16%  |
| 4                 | 5.2                    | 목성           | 5.20            | +0.05%  |
| 5                 | 10.0                   | 토성           | 9.55            | −4.45%  |
| 6                 | 19.6                   | 천왕성         | 19.22           | −1.95%  |
| 7                 | 38.8                   | 해왕성         | 30.11           | −22.40% |
| 7                 | 38.8                   | 오르쿠스3      | 39.17           | +0.96%  |
| 7                 | 38.8                   | 명왕성3        | 39.54           | +1.02%  |
| 7                 | 38.8                   | 하우메아3      | 43.22           | +11.39% |
| 7                 | 38.8                   | 콰오아3        | 43.40           | +11.87% |
| 8                 | 77.2                   | 공공3          | 66.85           | −14.07% |
| 8                 | 77.2                   | 에리스3        | 67.78           | −12.9%  |
| 9                 | 154.0                  | 2000 CR1053    | 230.12          | +49.4%  |
| 10                | 307.6                  | 2010 GB1743    | ~351.0          | +14%    |
| 11                | 614.8                  | 세드나3        | 506.2           | −17.66% |
| 11                | 614.8                  | 제9행성 (가상) | ~665            | +8%     |

티티우스-보데의 법칙 와 실제 차이 그래프

2 티티우스-보데의 법칙에 근거하여 발견된 세레스는 1801년부터 1860년대까지 행성으로 간주되었으며, 명왕성은 1930년부터 2006년까지 행성으로 간주되었다. 현재는 둘 다 왜소행성으로 분류된다.
3 명왕성에 대해서는 티티우스-보데 법칙에 따른 거리와 실제 거리의 차이가 상당히 크지만, 해왕성을 빼고 명왕성을 7번째로 볼 경우 실제 거리 39.46과 이론 거리 38.8은 단 1.62%의 오차 밖에 나지 않는다. 티티우스-보데의 법칙과 태양계의 진화 이론이 관계가 있다면 이는 중요한 지적이 될 수 있다.

## 해설
이 법칙을 보데가 발표했을 당시 세레스와 천왕성, 해왕성, 명왕성 등의 존재는 알려져 있지 않았으며, 이 법칙은 경험적으로 얻어진 것으로서 결코 이론적으로 유도된 것은 아니었던 만큼, 어디까지 이 법칙이 들어맞을 것인지 의심되고 있었다. 1781년에 새로운 행성인 천왕성을 발견했을 때, 그 평균 거리는 실제로 보데의 법칙의 제6번 행성과 일치하였다. 보데 등 6명의 독일 천문학자들은 당장에 제3번 행성의 수색 조합을 결성하였고, 1801년에 팔레르모 천문대장인 피아치가 이를 발견하여 세레스(Ceres)라고 이름을 붙였다. 세레스는 얼마 가지 않아 행방불명이 되었으나 카를 프리드리히 가우스의 궤도 계산에 의하여 조합원들의 손으로 1년 후에 재발견되었다. 세레스는 행성의 파편이라고도 볼 수 있는 소행성 제1호로, 제2호 이하가 차례로 조합원들의 손에 의해 발견되어 수를 늘려 갔다.
천왕성의 운동은 케플러의 행성운동법칙에서 약간 벗어나 있었다. 이 운동의 어긋남을 천왕성의 바깥쪽 제7행성의 인력 작용에 의한 것이라고 판단한 것은 그리니치 천문대의 아담스와 파리 천문대의 위르뱅 르베리에였다. 이들은 먼저 보데의 법칙에 따라 그 평균 거리를 추정하고, 이에 대하여 천체역학적인 정밀 계산을 했다. 르베리에의 예보에 따라 베를린 천문대의 갈레가 발견한 것이 태양계의 8번째 행성 해왕성이었다.
보데의 법칙은 아이작 뉴턴의 만유인력의 법칙으로는 끌어 낼 수 없으며, 태양계의 형성과 진화 과정에서 비롯된 법칙으로 보인다. 18세기에 에마누엘 스베덴보리와 이마누엘 칸트 등이 제창한 성운설(星蕓說) 이래 20건이 넘는 태양계 진화 가설이 제안되었고, 제러드 카이퍼나 오토 시미트가 제안했던 가설이 아직까지 고찰되고 있다.

## 같이 보기
- 로그 나선

## 참고 문헌
- The ghostly hand that spaced the planets New Scientist 9 April 1994, p13
- Plants and Planets: The Law of Titius-Bode explained 보관됨 2021-07-18 - 웨이백 머신 by H.J.R. Perdijk
- Distancias planetarias y ley de Titius-Bode (Spanish) by Dr. Ramon Parés
- 이 문서에는 다음커뮤니케이션(현 카카오)에서 GFDL 또는 CC-SA 라이선스로 배포한 글로벌 세계대백과사전의 〈천문학의 진보 - 보데의 법칙〉 항목을 기초로 작성된 글이 포함되어 있습니다.